# The Three Sisters (film 1930)
The Three Sisters (o The 3 Sisters) è un film muto del 1930 diretto da Paul Sloane che venne girato anche in versione sonora, in mono con il sistema MovieTone.

## Trama
Carlotta, Antonia ed Elena sono tre sorelle, figlie di Marta. La sera delle sue nozze, Carlotta fugge con Antonia, che ha lasciato i suoi studi musicali per assistere al matrimonio, aiutata da Rinaldi, un amico di famiglia. Elena, la terza ragazza, la stessa sera sposa il conte d'Amati. La giovane, rimasta sola dopo che il marito è partito in guerra, muore di parto. Anche d'Amati muore, ucciso in battaglia. Marta, la nonna, alleva lei il nipotino rimasto orfano di ambedue i genitori.  La donna parte per Roma. Intanto, i genitori di d'Amati riescono a farsi affidare la tutela del nipote per ordine del tribunale. Marta, ormai sola e senza un soldo, è costretta a fare la lavapiatti in un ristorante per poter vivere. Sarà salvata dalla miseria dalle due figlie fuggitive che, in America, sono diventate ricche e ora possono prendersi cura di lei.

## Produzione
Il film fu prodotto dalla Fox Film Corporation. Girato con il sistema monofonico MovieTone, venne distribuito anche in versione muta.

## Distribuzione
Il copyright del film, richiesto dalla Fox Film Corp., fu registrato il 18 febbraio 1930 con il numero LP1181.
Distribuito dalla Fox Film Corporation e presentato da William Fox, il film uscì nelle sale cinematografiche statunitensi il 20 aprile 1930 dopo essere stato presentato in prima il 6 aprile.